# Савчинский, Зыгмунт
Зы́гмунт Савчи́нский (Сигизмунд Савчинский, пол. Zygmunt Sawczyński; 1826—1893) — польский историк и филолог, педагог, политический деятель.
Был учителем гимназии в Галиции, с 1866 г. — сеймовым послом (то есть депутатом парламента).
Напечатал «Die neuen Burgundischen Reiche» (Краков, 1857), «Języki wschodniej części kraju naszego w stosunku do szkół i do siebie uważane» ((Краков, 1861); «Pedagogika w urywkach» ((Краков, 1872) и «Benjamin Franklin i Jerzy Waszington».